# 林依婷 (政治人物)
林依婷（1995年1月23日—），台灣政治人物，曾任臺南市市長秘書、臺南市政府副發言人，2022年九合一選舉，代表民主進步黨當選台南市議員（安平、南區）。

## 早年
林依婷1995年出生於臺南市安平區，父親是地方商人林士傑。就學於安平國小、安平國中、聖功女中，畢業於世新大學新聞學系，後在英國紐卡斯爾大學取得媒體與公共關係碩士學位。

## 政治生涯
林依婷在黃偉哲擔任臺南市市長任內，擔任市長秘書、副發言人。
林依婷任台南市議員期間，聘用涉嫌性騷擾的易俊宏擔任議員助理，在2023年臺灣＃MeToo運動中引發爭議。林依婷在6月5日上午表示「如若司法判決他有罪，他必須立刻無條件的離開我的團隊」。6月5日下午，易俊宏宣布請辭。6月6日，臺南市長黃偉哲表示易俊宏性騷擾成立；林依婷則在臉書發文，為用人不當致歉。

## 選舉記錄
| 年度 | 選舉屆數             | 選舉區           | 所屬政黨   | 得票數 | 得票率 | 當選標記 | 備註 |
| ---- | -------------------- | ---------------- | ---------- | ------ | ------ | -------- | ---- |
| 2022 | 第四屆台南市議員選舉 | 台南市第九選舉區 | 民主進步黨 | 12,967 | 14.74% |          |      |

## 外部連結
- 林依婷的Facebook專頁